# Samel Šabanović
Samel Šabanović (in serbo Самел Шабановић?; Bijelo Polje, 23 dicembre 1983) è un allenatore di calcio ed ex calciatore montenegrino, di ruolo attaccante.

## Carriera
In carriera ha giocato complessivamente 14 partite nella prima divisione svizzera e 14 partite nella prima divisione danese, oltre ad una partita nei turni preliminari di Coppa UEFA e 4 partite in Coppa Intertoto UEFA.